# Монбрен, Луи-Пьер
Луи-Пьер де Монбрен (фр. Louis-Pierre de Montbrun; 1770—1812) — французский военный деятель, блестящий кавалерист, дивизионный генерал (1809 год), граф (1809 год), участник революционных и наполеоновских войн, убит в Бородинском сражении.
Луи-Пьер де Монбрен был одним из лучших кавалеристов наполеоновской эпохи, наряду с Шарлем Лассалем, Шарлем Лефевром-Денуэттом, Пьером Пажолем, Огюстом Коленкуром и некоторыми другими. Он был знаменит своей храбростью и физической выносливостью, а также… запоминающимися чёрными усами.
Имя Монбрена выбито на южной части Триумфальной арки в Париже.

## Биография

### Происхождение
Родился 1 марта 1770 года в Флорансаке, что в 25 км восточнее Безье, провинция Лангедок. Его отец, Жозеф де Монбрен, был судьёй, человеком образованным и уважаемым. Он прилагал большие усилия по воспитанию своих трёх сыновей, развивая в них умственные и физические способности.

### Начало службы
Луи-Пьер начал военную службу 5 мая 1789 года в полку егерей Эльзаса (будущий 1-й конно-егерский полк). После Великой Французской революции находился в составе Северной армии и принимал участие во многих сражениях войны Первой коалиции. 27 июля 1796 года был произведён в лейтенанты. 9 августа 1796 года прославился своими отважными действиями в сражении при Альтендорфе, где спас генерала Ришпанса, раненого в руку, от попадания в плен.
В 1798 году в звании капитана переведён в Рейнскую армию. 5 октября 1799 года захватил плацдарм у Нидды под Франкфуртом, защищаемый 2000 австрийцев. Генерал Моро за эти действия произвёл Монбрена в командиры эскадрона. Позднее отличился при Грос-Герау 12 октября 1799 года и при Эрбахе 16 мая 1800 года, где он отметился великолепной атакой своего эскадрона. Произведённый в полковники, 15 июня 1800 года получил под своё начало 1-й конно-егерский полк, с которым отличился 7 и 8 июля 1800 года, где смог почти полностью уничтожить колонну австрийцев из гарнизона Ульма, который осаждал генерал Ришпанс.

### Генерал Империи

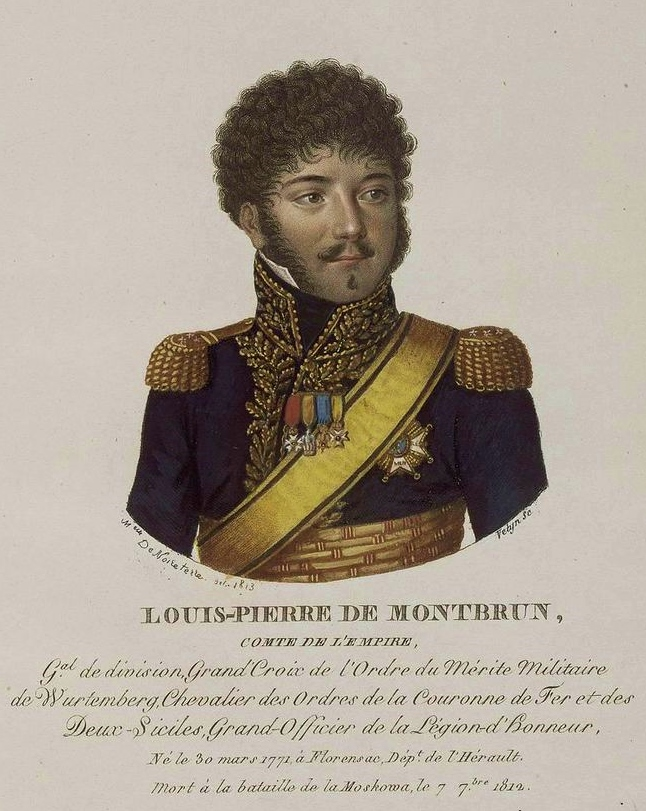
Художник Филипп Велен (1787–1836), по миниатюре Мари-Терез де Нуартер

Вскоре его часть стала одной из лучших во французской армии. С лета 1803 года служил в лагере Брюгге под началом маршала Даву. 11 декабря 1803 года стал кавалером ордена Почётного Легиона.
За свои блестящие действия в бою под Ридом, был произведён в бригадные генералы.
В 1806 году был направлен в Неаполь. В конце 1806 года присоединился к Великой Армии, и вместе с генералом Минуччи командовал кавалерийским отрядом, составленным из французских и вюртембергских конных полков, с которыми сделал зимний поход в Силезию в составе корпуса генерала Вандама. 30 ноября 1806 года, около Охлау, разбил принца Ангальт-Плесса, захватив 1800 пленных и 7 пушек.
17 марта 1807 года возглавил лёгкую кавалерию 5-го армейского корпуса. 11 июня 1807 года сыграл важную роль в деле у моста в Древкенове, через реку Омулев.

### В Испании
В 1808 году произошёл эпизод, который мог сломать блестящую карьеру Монбрена: он стал ухаживать за мадемуазель Моран — дочерью генерала Жозефа Морана, губернатора Корсики. Находясь в Байонне, Луи-Пьер получил приказ как можно скорее присоединиться к армии в Испании. Не желая отказываться от дочери генерала, Монбрен провёл 4 дня в одиночестве в Байонне, ожидая приезда своей сестры, которая должна была привезти ему юную невесту. В то же время его бригада сражалась в Испании без него, а Наполеон, недовольный поведением генерала, подумывал об отстранении его от должности. Монбрен, осознав серьёзность ситуации, поспешил к армии, с целью во что бы то ни стало искупить вину. 30 ноября 1808 года при Сомосьерре, на глазах у Императора, Луи-Пьер произвёл одну из самых известных кавалерийских атак в истории. Когда измученная французская пехота была не в состоянии больше атаковать испанцев, засевших за крутым горным хребтом, Монбрен построил польский гвардейский уланский полк в колонну по три и по крутой тропинке атаковал в лоб испанскую 15-орудийную батарею и взял её. 4 декабря, в качестве одного из парламентёров, отправился к стенам Мадрида с предложением жителям столицы сдаться, ввиду бесперспективности дальнейшего сопротивления, однако был вынужден с саблей в руке пробиваться сквозь толпу испанцев.

### Война 1809 года против Австрии
9 марта 1809 года получил звание дивизионного генерала, и принял участие в кампании 1809 года в Германии и Австрии. С 30 марта командовал дивизией лёгкой кавалерии в корпусе Даву. Отличился 22 апреля при Экмюле, 25 апреля при Ниттенау и 7 июня при Рабнице.
13 июня, накануне битвы при Раабе, двигаясь в авангарде, он столкнулся с вражеской кавалерией в деревне Сазуак; атаковав неприятеля, он был окружён, и его заставили бы сложить оружие, если бы вовремя на помощь не подоспел генерал Дюрютт со своей дивизией. На следующий день, во главе двух бригад лёгкой кавалерии, оказывал поддержку дивизии Сера. Умелыми действиями отбил атаку вражеской кавалерии на французскую пехоту.
16-го числа, находясь в рекогносцировке у Коморны, его заставы были внезапно атакованы 600 всадниками при поддержке пехоты; Монбрен стал во главе полка, собранного в спешке, и с присущей ему стремительностью атаковал врага и отбросил к стенам Коморны.

### Кампании в Португалии и Испании
10 апреля 1810 года Монбрен получил в командование всю кавалерию Португальской армии Массены. С 24 июля по 28 августа 1810 года участвовал в осаде Альмейды, а затем отличился при обходе английских позиций после битвы при Бусаку 29 сентября 1810 года, где передвигаясь справа от вражеской армии, он атаковал 20 английских эскадронов, которые практически полностью уничтожил. При Фуэнтес-де-Оньоро 5 мая 1811 года Монбрен, имея всего лишь 2400 лошадей, атаковал и разбил три британских каре, уничтожив всё правое крыло вражеской армии. 25 сентября провёл очередную умелую атаку при Эль-Бодоне.
Затем Монбрен со своей кавалерией действовал в составе Армии Арагона на востоке Испании. По приказу генерала Сюше, Монбрен должен был захватить Аликанте, однако здесь его постигла неудача, и он был вынужден отступить. Впоследствии многие военные историки обвиняли его в небрежности в поддержании дисциплины, однако они не думали, что в это время французские войска в Испании, предоставленные сами себе, существовали на скудных ресурсах, которые могли добыть в нищей стране.

### Последний поход
В 1812 году Монбрен вернулся во Францию. Получив под своё начало 2-й резервный кавалерийский корпус, он принял участие в походе против России. Сражался против казаков у Свенцянов 3 июля 1812 года и на Дисне через два дня. Был убит в Бородинском сражении, поражённый ядром с Семёновской флеши в самом начале боя.

## Воинские звания
- Конный егерь (5 мая 1789 года);
- Бригадир (20 сентября 1791 года);
- Вахмистр (11 июля 1793 года);
- Младший лейтенант (12 сентября 1794 года);
- Лейтенант (27 июля 1796 года);
- Капитан (31 марта 1797 года);
- Командир эскадрона (6 октября 1799 года);
- Полковник (15 июня 1800 года);
- Бригадный генерал (24 декабря 1805 года);
- Дивизионный генерал (9 марта 1809 года).

## Титулы

Герб графа

- Барон Монбрен и Империи (фр. baron Montbrun et de l'Empire; декрет от 19 марта 1808 года, патент подтверждён 27 ноября 1808 года в Аранда-де-Дуэро)[2];
- Граф Монбрен и Империи (фр. comte Montbrun et de l'Empire; декрет от 15 августа 1809 года, патент подтверждён 15 октября 1809 года в Шёнбрунне)[3][4].

## Награды
Легионер ордена Почётного легиона (11 декабря 1803 года)
 Офицер ордена Почётного легиона (14 июня 1804 года)
 Командор вюртембергского ордена «За военные заслуги» (декабрь 1806 года)
 Большой крест вюртембергского ордена «За военные заслуги» (1808 год)
 Коммандан ордена Почётного легиона (25 апреля 1809 года)
 Кавалер ордена Железной короны (9 июля 1809 года)
 Великий офицер ордена Почётного легиона (30 июня 1811 года)
 Кавалер королевского ордена Обеих Сицилий

## Семья
Родился в семье Жана-Жозефа де Монбрена (фр. Jean-Joseph de Montbrun; 14 мая 1735, Сорез — 2 октября 1818, Флорансак) и Розы Мари Арвьё (фр. Rose Marie Arvieu; около 1740 — 16 января 1822, Флорансак). Был четвёртым из девяти детей. Самый младший брат, Огюст, также служил в 1-м конно-егерском в звании вахмистра, и погиб 26 апреля 1800 года при Оффенбурге. Другой младший брат, Александр, был командиром 7-го конно-егерского полка и дослужился до звания бригадного генерала в 1812 году.
Монбрен женился 1 марта 1809 года в Париже на Мари Мадлен Моран (фр. Marie Madeleine Morand; 11 мая 1789, Безансон — 22 марта 1870, Париж), дочери дивизионного генерала Жозефа Морана. У пары было двое детей:
- сын Луи Антуан Наполеон (фр. Louis Anatole Napoléo de Montbrun; 25 июня 1810, Париж — 9 октября 1897, Париж);
- дочь Луиза Кларисса (фр. Louise Clarisse de Montbrun; 28 января 1813, Париж — 26 марта 1835, Дрезден), родившаяся уже после гибели генерала.